# Dolonne
Dolonne (pron. fr. AFI: [dolɔn] - Dolénna in patois) è una frazione di Courmayeur. Borgo caratteristico valdostano situato ai piedi del mont Chétif, è separato dal capoluogo del Comune di appartenenza dalla Dora Baltea.

## Storia
Il toponimo della località ha origine latina dal verbo "dolere"; con ogni probabilità infatti, la frazione sorgeva in un'area prossima alle miniere del mont Chétif, di epoca romana, dove la manovalanza era rappresentata dagli schiavi; la nominazione fa quindi riferimento alla sofferenza provata da questi ultimi.
I primi insediamenti della località hanno origine in epoca medievale da parte di contadini; dal momento che la località poteva infatti godere delle fertili distese sovrastanti, le principali attività economiche ivi praticate erano la pastorizia e l'agricoltura.
Successivamente il borgo raggiunse una certa notorietà verso la fine del XVIII secolo, divenendo un importante centro termale, a causa della massiccia presenza di numerose sorgenti d'acqua; nel 1883 fu inaugurato da Michel Tavernier lo stabilimento idroterapico Jeanne Baptiste, che prendeva il nome dall'omonima sorgente, a sua volta così nominata già dalla metà del settecento in onore di Maria Giovanna Battista di Savoia. Presso tale stabilimento l'alta aristocrazia sabauda era solita a recarsi per usufruire delle cure termali. Struttura d'avanguardia per l'epoca, fu trasformata in un albergo nel 1923.
Oggi Dolonne è un rinomato centro turistico che tuttavia conserva la sua fisionomia tipica da villaggio rurale valdostano. Accanto alle strutture alberghiere e private di recente fattura, è possibile ammirare manufatti antichi, come fontane, lavatoi, piazze e passaggi coperti di legno caratteristici del posto.

## Monumenti e luoghi d'interesse

### Architetture religiose
Nel piccolo borgo valdostano ha sede una cappella dedicata a San Benedetto e San Giacomo. Nominata per la prima volta in un testamento del 1603, fu più volte ricostruita. All'interno troviamo una tela raffigurante la Madonna dei sette dolori, assieme ai due santi ai quali il manufatto è dedicato. Di pregevole fattura risulta l'altare ligneo ottocentesco, dietro al quale è possibile ammirare una grande tela raffigurante la Vergine con il Bambino con i santi Benedetto e Giocondo. Il tabernacolo è più antico della struttura e originariamente era collocato all'interno della chiesa di Santa Caterina d'Aosta.

### Architetture civili
Tra le antiche abitazioni che si possono osservare nella piccola frazione, la Casa Favre è sicuramente una delle più caratteristiche. Presenta sulla facciata due stemmi: a sinistra lo stemma sabaudo e a destra quello dei Favre. Sotto quest'ultimo è incisa la data del 1610. Sono presenti anche la croce di Malta e il giglio di Francia, il monogramma di Cristo e altre immagini. Di particolare interesse risulta l'architrave, sagomato ad arco a chiglia rovesciata, nella sua parte inferiore.
I Favre, originari del Vallese, comparvero ad Aosta nel 1413. Il personaggio più celeberrimo del nobile casato risulta tale Roz o Rodolphe, nato nel 1533, ambasciatore del ducato di Aosta e del duca di Savoia, vice balivo di Aosta. Morì nel 1610 (la stessa data incisa sull’architrave).

## Società

### Tradizioni e folclore
Ogni anno a Dolonne si tiene la festa patronale dedicata a San Benedetto; al mattino viene celebrata una messa all'interno della chiesa del villaggio. Il seguito riguarda il Vin d'Honneur ovvero la consegna di una pergamena, significante la cittadinanza onoraria di Dolonne, da parte dei residenti ai villeggianti più fedeli.

## Sport

### Sci alpino
Il borgo è collegato direttamente al comprensorio sciistico di Courmayeur, grazie alla cabinovia  Dolonne - Plan Chécrouit, aperta durante la stagione sciistica invernale.

### Hockey su ghiaccio
A Dolonne ha sede il palaghiaccio di Courmayeur: struttura sportiva polifunzionale, è stato lo stadio casalingo di due note compagini di hockey su ghiaccio italiano: il noto CourmAosta, una tra le squadre più antiche del campionato della massima serie, e i Devils Courmayeur, una rifondazione del blasonato team hockeistico del capoluogo lombardo. Oggi ospita gli incontri casalinghi de Les Aigles du Mont Blanc.